# سیمون یرمیان
سیمون یرمیان (ارمنی: Սիմոն Երեմյան؛  ۳۰ اکتبر ۱۸۷۱ - ۱۹۳۶)، نویسنده و لغت‌شناس مخیتاریست اهل ارمنستان بود.

## زندگی‌نامه
وی در ۳۰ اکتبر ۱۸۷۱ در ترابزون به دنیا آمد  وی در ۱۹۳۶ در سن ۶۵ سالگی در میلان درگذشت.